# Großer Billbach
Der Große Billbach (teilweise auch Buchauer Bach und Weißenbach) ist ein rechter Zufluss des Buchauer Baches, im Markt Sankt Gallen im Bezirk Liezen, Steiermark, Österreich.

## Verlauf
Der Große Billbach entspringt westlich des Großen Buchstein auf ca. 1800 m ü. A. und verläuft zunächst in nordwestlicher Richtung westlich des Radmerkogels durch den schluchtartigen Großen Billbachgraben. Danach wendet er sich nach Norden und mündet auf 680 m ü. A. in der Buchau in den Buchauer Bach, wobei der Große Billbach oftmals seinen Namen beibehält, bis dieser auf 420 m ü. A. in den Spitzenbach mündet. Durch diesen Zusammenfluss entsteht der Weißenbach, der auch den Beinamen Großer Billbach trägt.